# دوقية شلسفيغ
دوقية شلسفيغ (بالألمانية: Herzogtum Schleswig؛ بالدنماركية: Hertugdømmet Slesvig) تواجدت حتى عام 1864 وتكونت أساساً من شلسفيغ الشمالية (الدنمارك) وشلسفيغ الجنوبية الحاليتين. كانت مدينة شلسفيغ هي العاصمة. كانت يارلية يولند الجنوبية (Sønderjylland) سلف الدوقية في أوائل العصور الوسطى.